# Добжински орден
До́бжинският орден (на латински: Fratres Militie Christi de Livonia contra Prutenos, fratres de Dobrin, „Братя-войни Христови от Ливония против прусите“, „Добжински братя“, на полски: Dobrzynscy bracia) е полски духовно-рицарски католически орден.
Орденът е основан през 1222 г. (или 1228 г.) по инициатива на мазовецкия княз Конрад I Мазовецки, и епископите на Прусия, Куявия и Плоцк за защита на техните владения от нашествията на прусите, а също и за политически противовес на завоевателната политика на Тевтонския орден. За свой герб братята от ордена вземат изправен червен меч под шестолъчна звезда, който носят върху бели плащове, покриващи доспехите им. Образец за правилата на ордена са Уставите на ордените на мечоносците и тамплиерите. Наряд с местните рицари в ордена били включени и няколко германски рицари от Мекленбург, от свитата на шверинския епископ в Хелмно. Рицарите се събират в малкия град Добжин (на полски: Dobrzyń nad Wisłą; на немски: Dobrin an der Weichsel). Магистър на ордена става княз Конрад I Мазовецки. Владенията на ордена в Добжин и неговата околност стават известни като Добжинска земя.
В старинните хроники този орден се споменава под различни имена, но постепенно се утвърждава името Добжински орден, по името на замъка Добжин. Макар дейността на ордена да се оказва като цяло неефективна, най-вече поради неговата малобройност (в най-добрите си времена числеността му брои 35 рицари и 165 въоръжени мъже), рицари от ордена участват в битката при Сиргун през 1233 г. През 1235 г. с благословията на папата Добжинският орден се погълнат от Тевтонския орден. В 1237 г. Конрад I Мазовецки прави опит да възстанови ордена в замъка Дрохичин, но рицарите начело с магистър Бруно са разбити от войската на галицкия княз Даниил Галицки.
Последните следи от съществуването на Добжинските братя в полските земи се отнасят към 1248 г., откогато е намерената през 1783 г. в Дрохичин надгробна плоча на рицаря Хенрик от Жигочина (Henryka z Żygocina).
Официално орденът престава да съществува съгласно каноническото право 100 години след смъртта на последния си член, т.е. в средата на XIV век.